# Jaren Jackson junior
Jaren Walter Jackson Jr. (* 15. September 1999 in Carmel, Indiana) ist ein US-amerikanischer Basketballspieler, der seit 2018 bei den Memphis Grizzlies in der NBA unter Vertrag steht.

## Laufbahn
Jacksons Vater, Jaren Jackson Sr., war 13 Jahre lang Berufsbasketballspieler und stand unter anderem bei den NBA-Klubs Los Angeles Clippers, Washington Bullets, Portland Trail Blazers, San Antonio Spurs und Orlando Magic unter Vertrag.
Jackson spielte an der Park Tudor High School in Indianapolis sowie anschließend an der La Lumiere School in La Porte. Er zog das Interesse von Talentspähern zahlreicher Universitäten der NCAA Division I auf sich und schrieb sich letztlich an der Michigan State University ein, wo er im Spieljahr 2017/18 Mannschaftskamerad des Deutschen Gavin Schilling war. Jackson stand in insgesamt 35 Spielen für die Michigan-State-Hochschulmannschaft auf dem Feld und erzielte im Durchschnitt 10,0 Punkte je Begegnung. Hinzu kamen 5,8 Rebounds sowie drei geblockte Würfe. Mit letzterem Wert lag er innerhalb der ersten NCAA-Division auf dem siebten Rang.
Anfang April 2018 gab er bekannt, auf die verbliebenen drei Regeljahre an der Universität zu verzichten und ins Profilager zu wechseln. Beim Draft-Verfahren der NBA im Juni 2018 wählten ihn die Memphis Grizzlies an vierter Stelle aus. Sein erstes Jahr in Memphis wurde von einer Oberschenkelverletzung überschattet, dennoch wurde er nach seinem Wechsel in die NBA sofort ein wichtiger Spieler für die Mannschaft: Jackson stand bei seinen 58 Einsätzen 56 Mal in der Anfangsaufstellung und erzielte im Schnitt 13,8 Punkte, 4,7 Rebounds sowie 1,4 Blocks pro Begegnung.
2022 wurde Jackson erstmalig in das NBA All-Defensive First Team gewählt. Ein Jahr später erhielt er die Auszeichnung NBA Defensive Player of the Year.

### Nationalmannschaft
2016 wurde Jackson mit der Nationalmannschaft der Vereinigten Staaten U17-Weltmeister.

## Erfolge und Auszeichnungen
- 1× NBA Defensive Player of the Year: 2023
- 2× NBA All-Star: 2023, 2025
- 3× NBA All-Defensive Team: 2022, 2023, 2025

## Karriere-Statistiken

### NBA

#### Hauptrunde
| Saison  | Team    | GP  | GS  | MPG  | FG % | 3P % | FT % | RPG | APG | SPG | BPG | PPG  |
| ------- | ------- | --- | --- | ---- | ---- | ---- | ---- | --- | --- | --- | --- | ---- |
| 2018–19 | Memphis | 58  | 56  | 26.1 | .506 | .359 | .766 | 4.7 | 1.1 | 0.9 | 1.4 | 13.8 |
| 2019–20 | Memphis | 57  | 57  | 28.5 | .469 | .394 | .747 | 4.6 | 1.4 | 0.7 | 1.6 | 17.4 |
| 2020–21 | Memphis | 11  | 4   | 23.5 | .424 | .283 | .833 | 5.6 | 1.1 | 1.1 | 1.6 | 14.4 |
| 2021–22 | Memphis | 78  | 78  | 27.3 | .415 | .319 | .823 | 5.8 | 1.1 | 0.9 | 2.3 | 16.3 |
| 2022–23 | Memphis | 63  | 63  | 28.4 | .506 | .355 | .788 | 6.8 | 1.0 | 1.0 | 3.0 | 18.6 |
| 2023–24 | Memphis | 66  | 66  | 32.2 | .444 | .320 | .808 | 5.5 | 2.3 | 1.2 | 1.6 | 22.5 |
| Gesamt  | Gesamt  | 333 | 324 | 28.3 | .460 | 345  | .795 | 5.5 | 1.4 | 1.0 | 2.0 | 17.6 |

#### Play-offs
| Saison | Team    | GP | GS | MPG  | FG % | 3P % | FT % | RPG | APG | SPG | BPG | PPG  |
| ------ | ------- | -- | -- | ---- | ---- | ---- | ---- | --- | --- | --- | --- | ---- |
| 2021   | Memphis | 5  | 5  | 27.4 | .426 | .286 | .875 | 5.6 | 1.0 | 1.0 | 1.2 | 13.6 |
| 2022   | Memphis | 12 | 12 | 27.7 | .378 | .375 | .755 | 6.8 | 0.9 | 0.8 | 2.5 | 15.4 |
| 2023   | Memphis | 6  | 6  | 36.7 | .422 | .280 | .861 | 7.8 | 1.5 | 1.0 | 2.0 | 18.0 |
| Gesamt | Gesamt  | 23 | 23 | 30.0 | .399 | .336 | .810 | 6.8 | 1.1 | 0.9 | 2.1 | 15.7 |